# Blaise Kouassi
Blaise Koffi Kouassi (Abidjan, 1975. február 2. –) elefántcsontparti válogatott labdarúgó

## Külső hivatkozások
- Blaise Kouassi Transfermarkt
- Blaise Kouassi adatlapja a National-Football-Teams.com oldalon (angolul)